# Guilherme Carlos de Wied
Guilherme Carlos de Wied, (22 de Maio de 1814 - 5 de Março de 1864) foi um nobre alemão, filho mais velho do príncipe João Augusto Carlos de Wied. Era pai da rainha Isabel da Roménia.

## Família
Guilherme era o segundo filho e primeiro varão do príncipe João Augusto Carlos de Wied, filho do príncipe Carlos de Wied e da condessa Maria de Sayn-Wittgenstein-Berleburg, e da sua esposa, a princesa Sofia Augusta de Solms-Braunfels, filha do príncipe Guilherme de Solms-Baunfels e da sua esposa, a condessa Augusta Francisca de Salm-Grumbach.

## Texas
Em 1842, juntamente com vinte representantes da nobreza alemã, criou a "Adelsverein, Sociedade Para a Protecção de Imigrantes Alemães no Texas".
O território de New Wied, no Texas, que se localiza a alguns quilómetros de New Braunfels, no Rio Guadalupe, a este do Condado de Comal, foi estabelecido depois de uma epidemia em 1846 onde mais de trezentos colonos alemães da região morreram. No condado de Lavaca, também foi criada a aldeia de Wied, no Texas.
Guilherme comprou uma parte da sociedade visto estar noivo da filha do duque Guilherme de Nassau, o protector da sociedade, mas não desempenhou nenhum papel activo até 1847, quando se tornou evidente que, devido às dividas e discórdias, era necessário um investimento mais ligado aos negócios para salvar a reputação e o investimento dos nobres. A partir de 1847, o director de negócios de Guilherme, August von Bibra, envolveu-se activamente nos assuntos da Verein e, quando o príncipe foi eleito presidente em 1851, depois do governo do príncipe Carlos de Leiningen, Bibra assumiu completamente a gestão do grupo. Bibra fez os possíveis para pagar as dívidas e revitalizar o programa de emigração durante mais de dez anos.

## Casamento e Descendência
Guilherme casou-se no dia 20 de Junho de 1842 com a princesa Maria de Nassau. O casal teve três filhos:
1. Isabel de Wied (29 de Dezembro de 1843 – 3 de Março de 1916), casada com o rei Carlos I da Roménia; com descendência.
2. Guilherme de Wied (22 de Agosto de 1845 – 22 de Outubro de 1907), casado com a princesa Maria dos Países Baixos; com descendência.
3. Oto de Wied (22 de Novembro de 1850 – 18 de Fevereiro de 1862), morreu com onze anos de idade.

## Genealogia
| Guilherme Carlos de Wied | Pai: João Augusto Carlos de Wied      | Avô paterno: Frederico Carlos de Wied               | Bisavô paterno: João Frederico Alexandre de Wied             |
| Guilherme Carlos de Wied | Pai: João Augusto Carlos de Wied      | Avô paterno: Frederico Carlos de Wied               | Bisavó paterna: Carolina de Kirchburg                        |
| Guilherme Carlos de Wied | Pai: João Augusto Carlos de Wied      | Avó paterna: Maria de Sayn-Wittgenstein-Berleburg   | Bisavô paterno: Luís Fernando de Sayn-Wittgenstein-Berleburg |
| Guilherme Carlos de Wied | Pai: João Augusto Carlos de Wied      | Avó paterna: Maria de Sayn-Wittgenstein-Berleburg   | Bisavó paterna: Frederica Cristina de Isenburg-Philippseich  |
| Guilherme Carlos de Wied | Mãe: Sofia Augusta de Solms-Braunfels | Avô materno: Guilherme Cristiano de Solms-Braunfels | Bisavô materno: Guilherme Ernesto de Solms-Braunfels         |
| Guilherme Carlos de Wied | Mãe: Sofia Augusta de Solms-Braunfels | Avô materno: Guilherme Cristiano de Solms-Braunfels | Bisavó materna: Sofia Cristina de Solms-Laubach              |
| Guilherme Carlos de Wied | Mãe: Sofia Augusta de Solms-Braunfels | Avó materna: Augusta Francisca de Salm-Grumbach     | Bisavô materno: Carlos Luís de Salm-Grumbach                 |
| Guilherme Carlos de Wied | Mãe: Sofia Augusta de Solms-Braunfels | Avó materna: Augusta Francisca de Salm-Grumbach     | Bisavó materna: Isabel Cristiana de Leiningen                |